# Crnogorska vojska 1852. – 1876.
Crnogorska vojska je u  razdoblju 1852. – 1876. temeljito reorganizirana i pripremljena za oslobađanje velikoga broja gradova i teritorija tijekom rata 1876. – 1878. godine.
Reformu je započeo knez (orig. knjaz) Danilo I, a nastavio, nakon njegova ubojstva 1860., knez Nikola I. Petrović.

## Povijesni kontekst
Glavni neprijatelj Crnogoraca je i sredinom 19. stoljeća još uvijek bilo Osmanlijsko Carstvo koje je stoljećima okupiralo povijesni teritorij starocrnogorskih država. Crna Gora je većim dijelom graničila s Osmanlijskim Carstvom, izuzev planinskih granica iznad Kotora, Budve i Bara te primorskih gradova koji su bili u sastavu Austro-Ugarske Carevine.

## Uloga Danila I.
Crnogorska vojska do sredine 19. stoljeća nije bila definirana nekim posebnim državnim propisom. Svaki je odrasli Crnogorac imao osobno naoružanje koje je držao kod kuće i uglavnom ga posvuda nosio sa sobom. 
Vrhovni zapovjednik su bili crnogorski mitropoliti, državni i crkveni poglavari, koji su organizirali, u suradnji s plemenskim prvacima, vojne pripreme i zapovjedali ratnim operacijama. No, stupanjem Danila I. na crnogorsko prijestolje trajno su razdvojene državna i crkvena vlast. Crna Gora je postala kneževina.
Danilo I. je imao namjeru ne samo modernizirati vojsku i državu, nego i povesti oslobodilački rat za oslobođenje Ivanbegovine, povijesne teritorije srednjovjekovnog crnogorskog Gospodara Ivana Crnojevića.

## Popis vojnih obveznika
Prvi akt o ustrojstvu Crnogorske vojske donio je Danilo I. 1854. kada je izdao naredbu plemenskim prvacima o popisu vojnih obveznika na dragovoljnoj osnovi. Svaki je Crnogorac koji je bio vojni obveznik morao na kapi nositi limeni bijeli križ (cg. krst). Otuda se Danilova vojska u narodu zvala Krstonosna vojska ("Križonoška vojska").
Oko 9700 vojnika, starosti od 15 do 50 godina, bilo se dragvoljno prijavilo u Krstonosnu vojsku, dok je dodatnih 3000 bilo u pričuvnim snagama.
Već 1855. je ukinuta dragovoljnost odazivanja na vojni poziv. U čl. 18 Zakonika Danila I. uvedena je opća vojna obveza. Za izbjegavanje vojne službe se prijetilo sankcijom oduzimanja osobnog oružja.

## Ustrojstvo iz 1855.
Danilo I. je na temelju tradicijskog plemenskog vojno-teritorijalnog organiziranja Crnogorske vojske definirao zapovjedni lanac i ustrojstvo manjih postrojbi: stotina i desetina.
Također je ustrojio gardu i topništvo kao poseban rod vojske.
Zapovjedni lanac 1855. Crnogorske vojske bio je (činovi u originalu):
- Knjaz, vrhovni zapovjednik
- Plemenski kapetani
- Stotinaši
- Desečari

Do 1858. Crnogorska vojska mogla je postrojiti 13.000 vojnika operativnih postrojbi i dodatnih oko 7.000 vojnika u pričuvi.
Reorganizirana Crnogorska vojska je izvojevala 1858. pobjedu u Bitci na Grahovcu, jednoj od najslavnijih u crnogorskoj nacionalnoj povijesti tijekom koje je, između ostalog, zaplijenjeno oko 1.000 suvremenih pušaka.

## Vojna suradnja sa Srbima
Po stupanju na prijestolje 1860. knez Nikola I. nastavio je reorganizirati oružane snage jer su Crnogorci pretrpjeli 1862. poraz u kratkotrajnom ratu s Osmanlijama. Preko osobnog izaslanika Mihaila Zege se obratio Nikola I. 1863. srpskom knezu Mihailu Obrenoviću apelom da pomogne obnovu Crnogorske vojske. Srbija je odobrila 8000 dukata za kupovinu naoružanja i streljiva.
Tadašnji faktični šef crnogorskog obavještajno-sigurnosnog sustava vojvoda Mašo Vrbica je 1864. boravio u Beogradu gdje je tražio strojeve za pravljenje pušaka i topovskih granata.
Od 1865. na Cetinju su boravili časnici i oružari Kneževine Srbije, koji su pomogli izobrazbi crnogorskih vojnika i oružara. Srbija je, također, Crnogorskoj vojsci darovala 5000 pušaka, 8 brdskih topova i veće količine drugog ratnog materijala. 
Srpski kapetan Milutin Jovanović je nadzirao poslove izlivanja puščanih zrna u vojnoj radioni na Rijeci Crnojevića.
Izobrazba crnogorskih časnika, pješaštva i topništva, obavljana je po modelu Kneževine Srbije.
Neovisno od srpske vojne potpore, Kneževina Crna Gora kupila je 1865. u Beču dodatnih 6.000 suvremenih pušaka.

## Ustrojstvo iz 1871.
No, srpski model pokušaja reformiranja Crnogorske vojske nije dao željene rezultate. I knez Nikola I. ju je 1870. dao nanovo ustrojiti na bazi provjerenog, sui generis načina ratovanja Crnogoraca.
Popisan su vojno-sposobni muškarci i utvrđeno je kako ima 16.700 muškaraca starosti od 16-60 godina. Posebnom uredbom od 1. siječnja 1871. je Crnogorska vojska podijeljena na 7 brigada, 23 bataljuna (cg. bataljona) redovne vojske i 6 gardijska bataljuna i jednu bitnicu brdskoga topništva.
Prema ovoj organizaciji, vojno-teritorijalno ustrojstvo Crnogorske vojske je 1871. bilo (orig.):
- Garda (šest pješačkih bataljuna, topnička bitnica);
- Katunska brigada (četiri bataljuna);
- Hercegovačka brigada (četiri bataljuna);
- Bjelopavlićka brigada (četiri bataljuna);
- Pipersko-bratonožićko-rovačka brigada (tri bataljuna);
- Moračko-vasojevićka brigada (četiri bataljuna);
- Riječko-crmnička brigada (četiri bataljuna).

## Promaknuće časnika
Iste, 1871. godine su službeno promaknuti prvi crnogorski časnici koji ujedno nisu bili plemenski prvaci.

## Vojna glazba
1871. je ustrojena Crnogorska vojna muzika koja je naredne godine imala i svoj prvi javni nastup.

## Pripreme za rat 1876.
Do izbijanja rata 1876. nabavljeno je novih 17.000 pušaka i kupljeni novi strojevi za vojnu radionu na Rijeci Crnojevića te podignuto više vojnih skladišta u unutrašnjosti Crne Gore.
Konkretno je knez Nikola I. Petrović nastojao u svakom pogledu oponašati novoustrojeno dalmatinsko domobranstvo susjedne Austro-Ugarske. Dao je naoružati i organizirati Crnogorsku vojsku po uzoru na dalmatinske domobranske bojne, postrojbe arhaičnih odorâ utemeljene 1872., 1881. i 1883. (utemeljenih prema Zakonu o domobranstvu od 5. prosinca 1868.): 79. gornjodalmatinska, 80. srednjodalmatinska, 81. južnodalmatinska i 82. bokokotarska. Od Austro-Ugarske je kupio 5.000 revolvera marke Gasser M.1870. Revolveri za crnogorsku vojsku su imali monogram kneza Nikole na zadnjaku cijevi (NI). Za razliku od dalmatinskog domobranstva, svoje postrojbe nije opremio jataganima marke M.1869 jer je Crna Gora još od prije imala dovoljno jataganâ, ponajviše jataganâ koje se proizvelo u obrtničkim radionicama u Foči i Prizrenu, a manjim dijelom i onih iz podgoričke radionice obitelji Andrić.